# 濁川事件
濁川事件（にごりかわじけん）とは、朝鮮民主主義人民共和国によるスパイ事件。1975年（昭和50年）7月12日、青森県警察摘発（検挙）。1970年（昭和45年）、京都府下の海岸から不法入国した北朝鮮工作員の李敏哲が千葉県下に潜伏し、日本の政治・経済・軍事情報の収集、在日米軍・在韓米軍の基地関連情報の収集、在日韓国人の獲得工作などの活動をおこなったのち、北朝鮮からの帰還命令を受けて青森県下の海岸を不法に出国しようとした諜報事件である。

## 概要
山本光伸こと李敏哲は、北朝鮮で中学校の副校長をしていたが、1968年（昭和43年）12月頃、当局によって工作員として召喚され、約2年近くにわたって思想教育、スパイ活動の要領、暗号組立および解読の要領といった工作員教育を受けた。そして、1970年11月、無線機、暗号文書、工作資金などを携行し、
- 韓国の公務員、軍人、知識人、実業家と関係をもつ在日韓国人の獲得工作
- 日本・韓国の軍事情報の収集

という密命を受けて、京都府竹野郡丹後町経ヶ岬（現、京丹後市）の海岸から不法に入国した。
日本への密入国後、李は千葉県在住の在日韓国人を工作員として獲得し、同人に対し、平壌放送聴取やモールス信号について手ほどきし、政治思想学習をほどこして、数度にわたって韓国を訪問させ、韓国在住の親族・知人に対する獲得工作を行った。その後、北朝鮮への帰還を指示された李は、指令にしたがい、青森県西津軽郡深浦町の濁川河口付近に向かい、1975年7月12日に密出国しようとしていた
青森県警察は7月12日、この海岸で北朝鮮工作船を待っていた山本光伸こと李敏哲（当時54歳）を逮捕し、偽造された外国人登録証明書、暗号無線録音テープ、北朝鮮あての暗号電報など諜報活動を裏づける資料を押収した。
1975年11月13日、青森地方裁判所は李敏哲に対し、出入国管理令および外国人登録法違反、有印公文書偽造の罪で懲役2年、執行猶予3年の判決を下した。